# تپه آسیا قالا
تپه آسیا قالا مربوط به دوران‌های تاریخی پس از اسلام است و در استان قزوین، شهرستان آوج، بخش آبگرم، روستای اسیان واقع شده و این اثر در تاریخ ۱۰ مهر ۱۳۸۰ با شمارهٔ ثبت ۳۹۱۸ به‌عنوان یکی از آثار ملی ایران به ثبت رسیده است.